# Jordan Elsey
Jordan Elsey (Adelaide, 2 de febrero de 1994) es un futbolista australiano que juega de defensor y su equipo es el Adelaide United F. C. de la A-League.

## Clubes
| Club                        | País      | Año       |
| --------------------------- | --------- | --------- |
| Adelaide United F. C.       | Australia | 2011-2021 |
| Kitchee S. C. (cedido)      | Hong Kong | 2013-2014 |
| Newcastle United Jets F. C. | Australia | 2021-2023 |
| Perth Glory F. C.           | Australia | 2023      |
| East Bengal F. C.           | India     | 2023-2024 |
| Adelaide United F. C.       | Australia | 2024-     |